# Maite Ruiz de Larramendi
Maite Ruiz de Larramendi Mujica (Beasáin, 11 de septiembre de 1973) es una pelotari española con siete medallas en siete mundiales y un amplio palmarés logrado en veinticinco años de trayectoria deportiva.

## Biografía
Nació en Beasáin (Guipúzcoa) en 1973. A los 3 años se trasladó a Eulate (Navarra). Desde pequeña jugaba con su pelota dándole a las paredes, en la cocina o en el pasillo de casa. A los ocho años empezó a competir a pelota mano en el Club San Miguel de Estella, donde permaneció hasta los 15. Jugaban chicas y chicos conjuntamente hasta los 14 años.
Cuando tenía 14-15 años, a su padre otros hombres le recomendaban que su hija dejara la pelota porque se iba a estropear la mano. Y, aunque su madre nunca quiso que abandonara, cambió la pelota por el acordeón y ya no le apuntaron a más campeonatos. Pero, a los 18 años, Adón Larrión, entrenador de Susana Muneta, le animó a jugar a pala de nuevo en el Club San Miguel, y posteriormente probó también con la paleta goma en trinquete, comenzando una carrera de éxitos. La pelotari tuvo que especializarse en otras disciplinas como pala y frontenis, las únicas modalidades que tienen salida para las mujeres.
Su carrera deportiva no ha sido fácil, con innumerables sacrificios para viajar, jugar partidos y cambiar los turnos de su trabajo como técnica de Radiología, primero en el Hospital Virgen del Camino y más tarde en el Hospital de Navarra. Nunca ha podido ser profesional: es una mujer en un mundo tradicionalmente masculino. Después de 25 años levantando trofeos, la beca más importante que ha recibido ha sido 2.000 euros para cuatro años.
La historia de esta deportista de alto rendimiento es una de las que han inspirado el cortometraje documental Las Pelotaris, en el que trabajan los navarros Daniel Burgui, Andrés Salaberri y Jokin Pascual. En un deporte tan tradicional y tan masculino como la pelota vasca, hubo un tiempo en el que las mujeres también fueron profesionales, ahora es así.
Es junto a Yanira Aristorena la seleccionadora de juveniles y sub-20 y encabeza una escuela para chicas de pelota en Oberena donde entrenan unas diez jugadoras de entre 15 y 16 años.
Es técnica en radiología en el Hospital Universitario de Navarra.

## Palmarés
Con 19 años ganó la medalla de bronce en su primer Mundial sub-22. Se colgó el bronce en el Mundial de Pelota de San Juan de Luz (Francia), en 1994. Fue campeona del Mundo de paleta goma en trinquete en los campeonatos de México (1998) y de Pau (2010), donde además fue elegida, entre todos los hombres y todas las mujeres, la mejor pelotari del torneo. Medalla de plata obtenidas en Pamplona (2002) y México (2006 y 2014). En trinquete, ha ganado tres Copas del Mundo, varios Open de España y el GRAVN, entre otros títulos.
Fue campeona de Euskadi, subcampeona de Navarra y en unas semifinales de parejas ganaron a Rubén Beloki (más tarde uno de los pelotaris más laureados).
En la temporada 2016-2017 fue pionera al conquistar cuatro de los cinco títulos navarros femeninos a su alcance. A los de campeona de paleta goma en 36 metros y paleta argentina trinquete se sumaron el mano parejas y el frontball.
En 2018 renunció al Mundial de Pelota Vasca disputado en octubre en Barcelona y anunció su retirada de la selección -de la que ha formado parte veinticinco años-, aunque no se retira de los torneos individuales.

## Premios y reconocimientos
- 1998 – Mejor Deportista Femenina FEP.
- 2009 – Real Orden al Mérito Deportivo.[9]
- 2010 – Mejor pelotari del Mundial 2010 (hombres y mujeres).[10]
- 2011 – Premio a la deportista femenina más destacada, por el Gobierno de Navarra.[11][12]
- 2022 – Premio ‘Somos valientas’, impulsado por Diario y de Navarra y patrocinado por Laboral Kutxa.[7]